# سن فلیپا (گواینیا)
سن فلیپا (انگلیسی: San Felipe, Guainía) یک منطقهٔ مسکونی در کلمبیا است.